# Nan Whaley

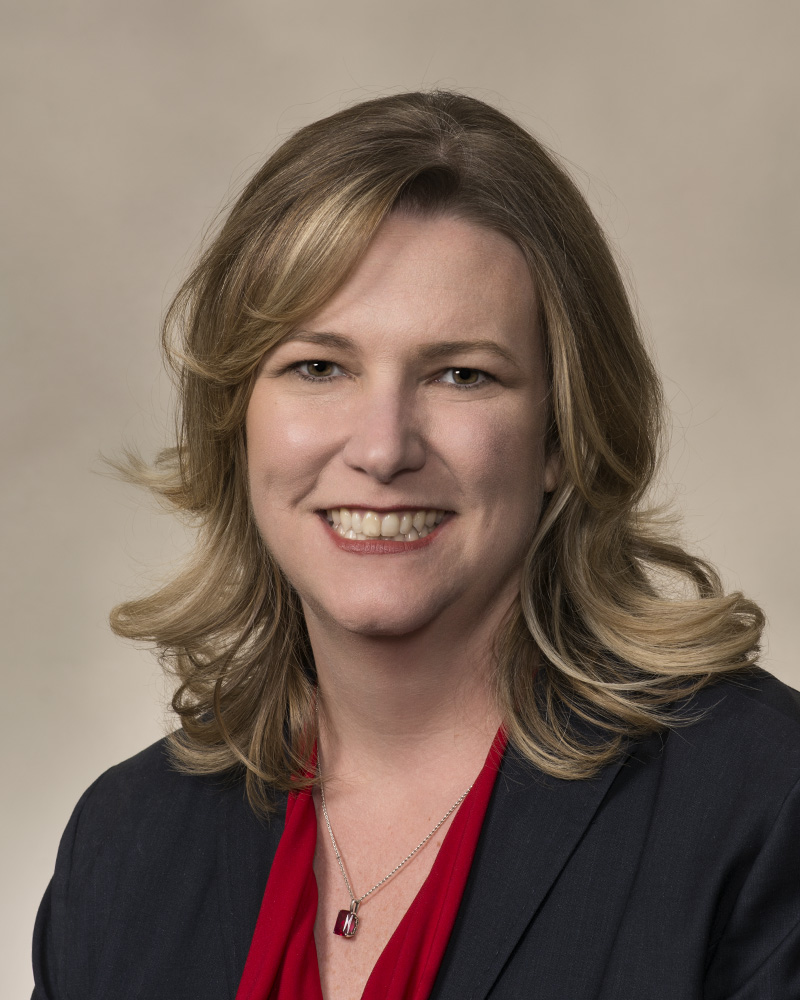
Nan Whaley (2018)

Nannette L. Whaley (* 23. Januar 1976 in Mooresville, Indiana) ist eine US-amerikanische Politikerin (Demokratische Partei). Sie war vom 4. Januar 2014 bis zum 4. Januar 2022 die Bürgermeisterin der Stadt Dayton im Bundesstaat Ohio.

## Leben
Nan Whaley wuchs in Indiana auf und studierte Chemie an der University of Dayton und schloss 1998 mit dem Bachelor of Science ab. Später graduierte sie mit einem Master of Public Administration von der Wright State University. Während ihres Masterstudiengangs arbeitete sie als wissenschaftliche Mitarbeiterin der Universität. Bereits zu ihrer Studienzeit war Nan Whaley Mitglied der College Democrats, der Studentenvereinigung der Demokratischen Partei; zeitweise war die Vorsitzende der College Democrats für den Bundesstaat Ohio. Vor der Präsidentschaftswahl 2004 war sie Wahlkampfhelferin des Präsidentschaftskandidaten John Kerry im Montgomery County, in den Jahren 2000, 2004 und 2012 war Whaley Mitglied des Electoral College.
2005 wurde Whaley in die Stadtverordnetenversammlung von Dayton gewählt, womit sie zu dem Zeitpunkt die jüngste Frau war, die jemals einen Sitz in der Stadtverordnetenversammlung innehatte. Außerdem war Whaley Mitglied des Wahlvorstandes im Montgomery County und stellvertretende Wirtschaftsprüferin. 2013 wurde Nan Whaley mit 56 Prozent der Stimmen gegen A.J. Wagner zur Bürgermeisterin von Dayton gewählt, 2017 erfolgte ihre Wiederwahl ohne Gegenkandidaten. Ziele Whaleys sind unter anderem die Bildung neuer Arbeitsplätze und der Wiederaufbau der Wirtschaft vor Ort. Nach der Schießerei von Dayton am 4. August 2019 mit zehn Todesopfern unterzeichnete Whaley eine Erklärung der United States Conference of Mayors an den Senat der Vereinigten Staaten, in der sie diesen zu Reformen im Waffenrecht aufforderte. Zum Ende ihrer zweiten Amtszeit trat Nan Whaley nicht mehr zur Wiederwahl an. Am 4. Januar 2022 wurde sie von Jeff Mims im Bürgermeisteramt abgelöst.
Vor der Gouverneurswahl in Ohio im Jahr 2018 zog Nan Whaley eine Kandidatur in Betracht und gab diese am 8. Mai 2017 bekannt. Am 12. Januar 2018 zog sie die Kandidatur zurück und unterstützte den Demokraten Richard Cordray, der bei der Wahl schließlich unterlag. Am 19. April 2021 erklärte Whaley ihre Kandidatur bei den Gouverneurswahlen im November 2022.
Am 3. Mai 2022 konnte sie die demokratischen Vorwahlen gegen ihren innerparteilichen Herausforderer John Cranley mit etwa 65 Prozent der Stimmen gewinnen und trat im November gegen den republikanischen Amtsinhaber Mike DeWine an. Sie unterlag ihm mit 37,4 zu 62,4 Prozent der Stimmen.